# 横川怜央
横川 怜央（よこがわ れお、1992年9月5日 -）は、地方競馬の大井競馬場的場直之厩舎所属の騎手。地方競馬教養センター騎手課程第88期生。父は名古屋競馬元騎手の横川健二。母は同じく名古屋競馬元騎手の神野治美で、日本の平地競馬では史上初の両親が騎手経験者である騎手である。船橋競馬場の渋谷博厩舎に所属していた横川尚央は弟。

## 来歴
2010年3月31日付けで地方競馬騎手免許を取得。同年4月20日大井競馬第1競走C3七組八組条件戦タカナリで初騎乗（16頭立て8番人気2着）。同年5月18日大井競馬第2競走C3八組九組条件戦をタカナリで優勝（13頭立て5番人気）し、9戦目で初勝利。
2013年5月6日付けで、鷹見浩厩舎から的場直之厩舎へ所属変更。
2014年8月25日～11月14日の間、笠松競馬場の笹野博司厩舎に所属し期間限定騎乗をした。
地方通算成績は2986戦204勝・2着211回・3着210回・勝率6.8%・連対率13.9%（2022年10月28日現在）。